# Ölsardine

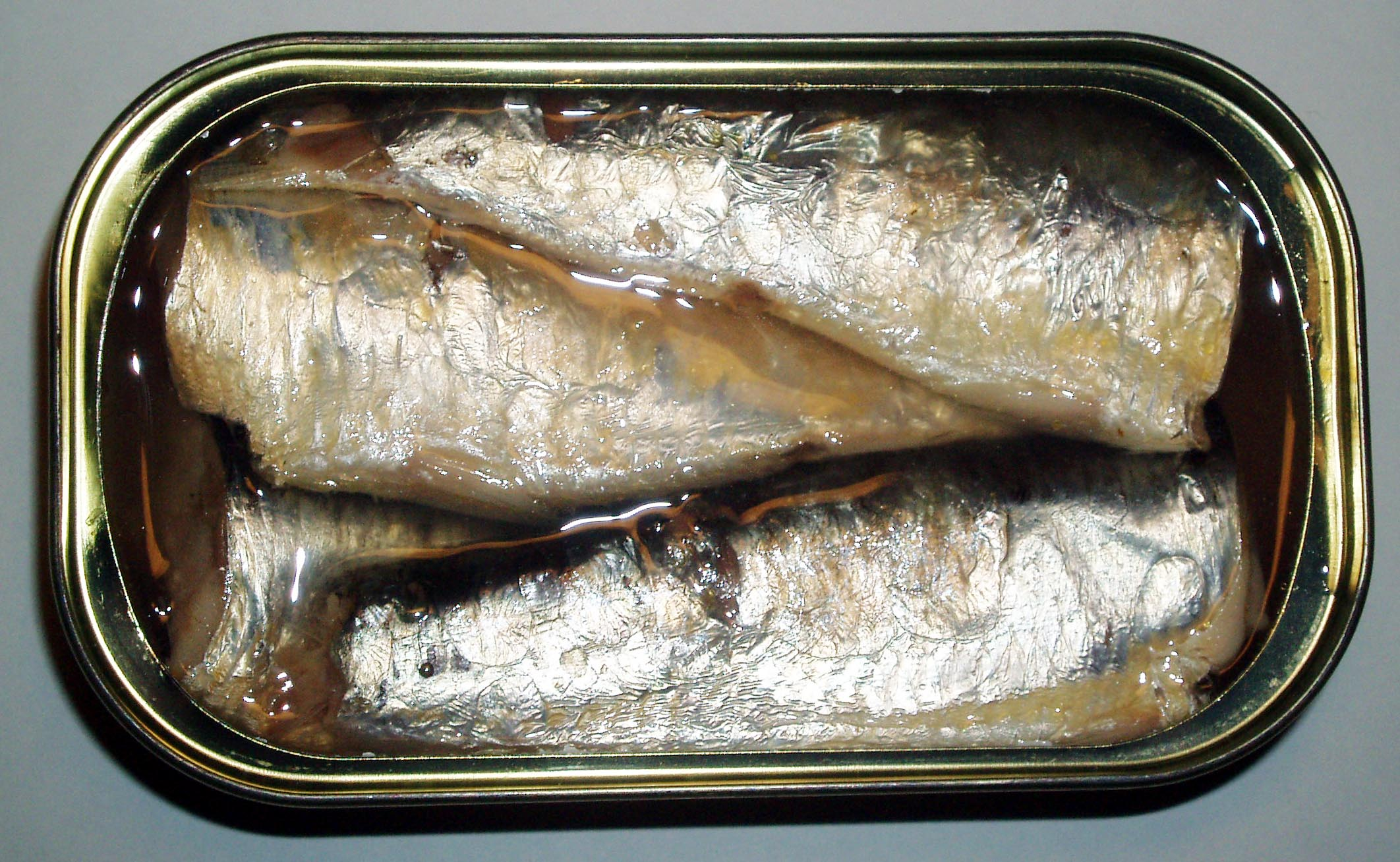
Eine geöffnete Dose Ölsardinen – hier klassisch mit Haut und Gräten

Als Ölsardinen bezeichnet man in Pflanzenöl eingelegte und in Konservendosen abgefüllte Sardinen. Es handelt sich um die erste international erfolgreich gehandelte Fischkonserve, die bis heute neben dem Thunfisch weite Verbreitung findet.

## Geschichte
Jahrhundertelang wurden Fische durch Einsalzen (Klippfisch) oder durch Dörren (Stockfisch) haltbar gemacht.
Der Franzose Nicolas Appert gründete 1804 die weltweit erste Konservenfabrik. Er konservierte Lebensmittel, die sich in Glasbehältern befanden, durch Erhitzen und anschließenden Luftabschluss (Einkochen). Im Jahr 1812 erhielt der Engländer Peter Durand ein Patent, das die Verwendung von Blechdosen als Konservierungsgefäße beschrieb.
Infolge des Rückgangs der Fänge vor den Küsten der Bretagne wurden im Jahr 1880 aufgrund des damaligen großen Vorkommens der atlantischen Sardine in portugiesischen Gewässern in Espinho und in Vila Real de Santo António Sardinenkonservenfabriken in Betrieb genommen. Im Jahr 1908 wurden allein an der Algarve in 29 Fabriken Konserven hergestellt. In Portimão zeigt das „Museu de Portimão“, das sich in einer ehemaligen Konservenfabrik befindet, eine Ausstellung zur früheren regionalen Sardinenfischerei und -konservierung.
Im Jahr 1895 begann Frank E. Booth an der Cannery Row in Monterey in Kalifornien mit der Verpackung von in Öl eingelegten pazifischen Sardinen (Sardinops sagax) in Blechdosen.
John Steinbeck setzte der Cannery Row in Monterey mit dem Roman Die Straße der Ölsardinen ein literarisches Denkmal.
Aufgrund der billigen Rohstoffe, der guten Lagereigenschaften und des hohen Nährwerts wurden in Blechdosen verpackte Ölsardinen in zahlreichen Kriegen zur Versorgung der Truppen und der Bevölkerung verwendet. Aber auch in Friedenszeiten waren haltbar gemachte Sardinen ein beliebtes, preisgünstiges Nahrungsmittel.

## Herstellung
Die pazifische Sardine wird etwa 35 cm lang und normalerweise in Stücken eingelegt, im Gegensatz zur atlantischen Sardine, die nur etwa fingerlang ist und daher meist im Ganzen verarbeitet wird. Entsprechend denken Europäer bei „Ölsardinen“ auch an etwas ganz anderes als Amerikaner. Ölsardinen sind in Deutschland heute oft enthäutet und entgrätet sowie auch in mit Kräutern, Zitrone oder Chili aromatisiertem Öl eingelegt erhältlich.
Zur Konservierung werden die Sardinen gekocht (bzw. gedämpft, gedünstet), kommen mit dem Öl (zumeist Sonnenblumenöl, seltener Olivenöl) in die Dosen. Diese werden luftdicht verschlossen und anschließend in einem Autoklaven auf etwa 120 °C erhitzt. Dadurch wird der Inhalt sterilisiert und somit haltbar gemacht.

## Verpackungsformen
Die Dosen wurden in vielen Formen und Größen hergestellt, doch war international häufig eine kleine quaderförmige Form mit gelb gehaltenem Aufdruck und abgerundeten Ecken verbreitet, die je nach Hersteller etwas unterschiedlich war. Bis Anfang der 1990er Jahre waren im deutschen Handel noch Blechroll-Verschlüsse verbreitet, wobei die Dose mit einem Roll-Dietrich zu öffnen war, der an einer Blechlasche am Deckel angesetzt werden konnte. Der Dietrich musste mehrfach verwendet werden, bei moderneren Lieferungen war jedoch an jeder Dose ein eigener Dietrich angepunktet. Heute sind Ölsardinen-Dosen meist mit einem Zugring (Ring-Pull-Verschluss) oder einem Dosenöffner zu öffnen.

## Galerie

Ölsardinen
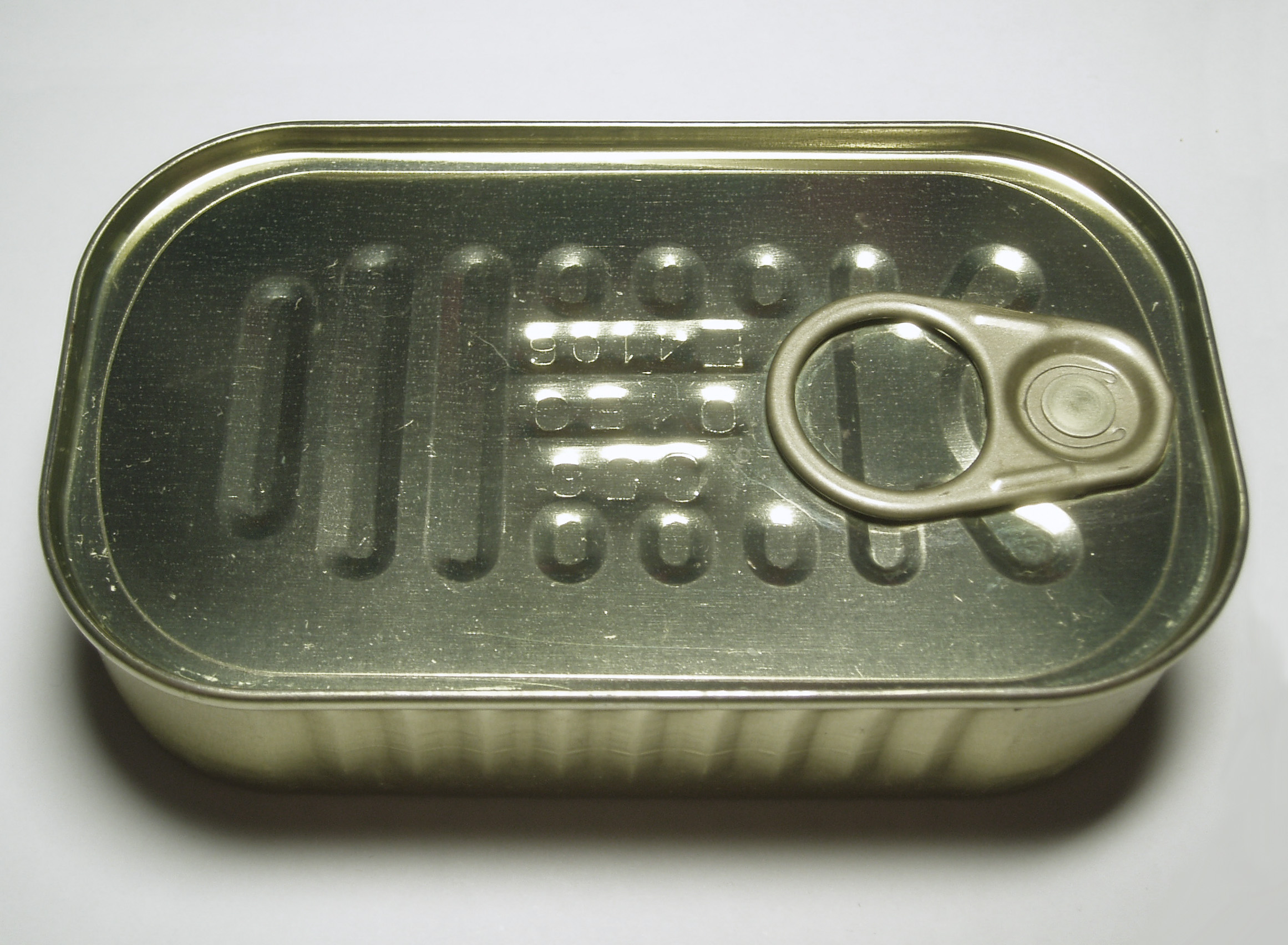
125-g-Standard-Sardinendose mit Zugring
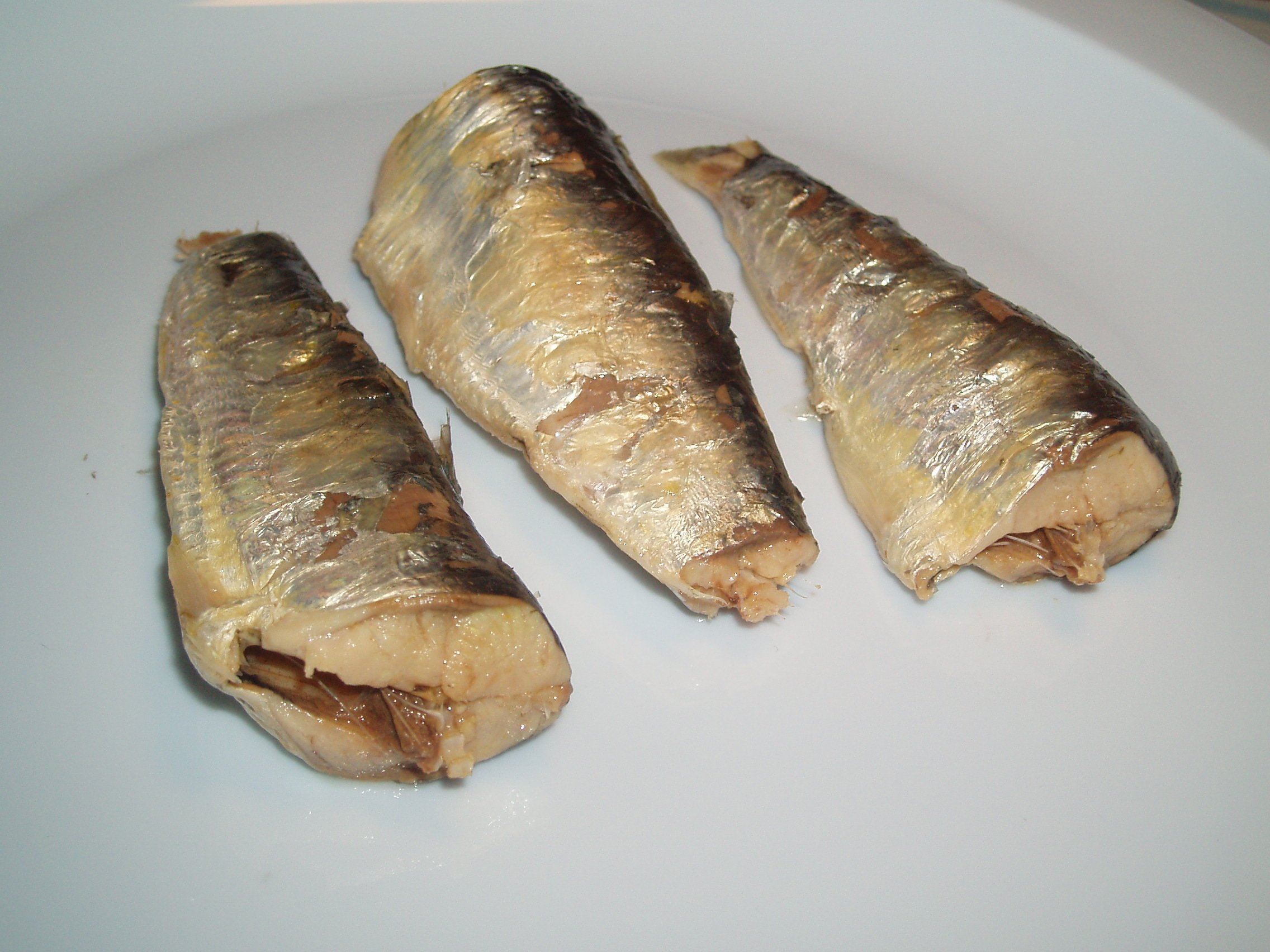
Dosensardinen mit Haut und Gräten auf einem Teller
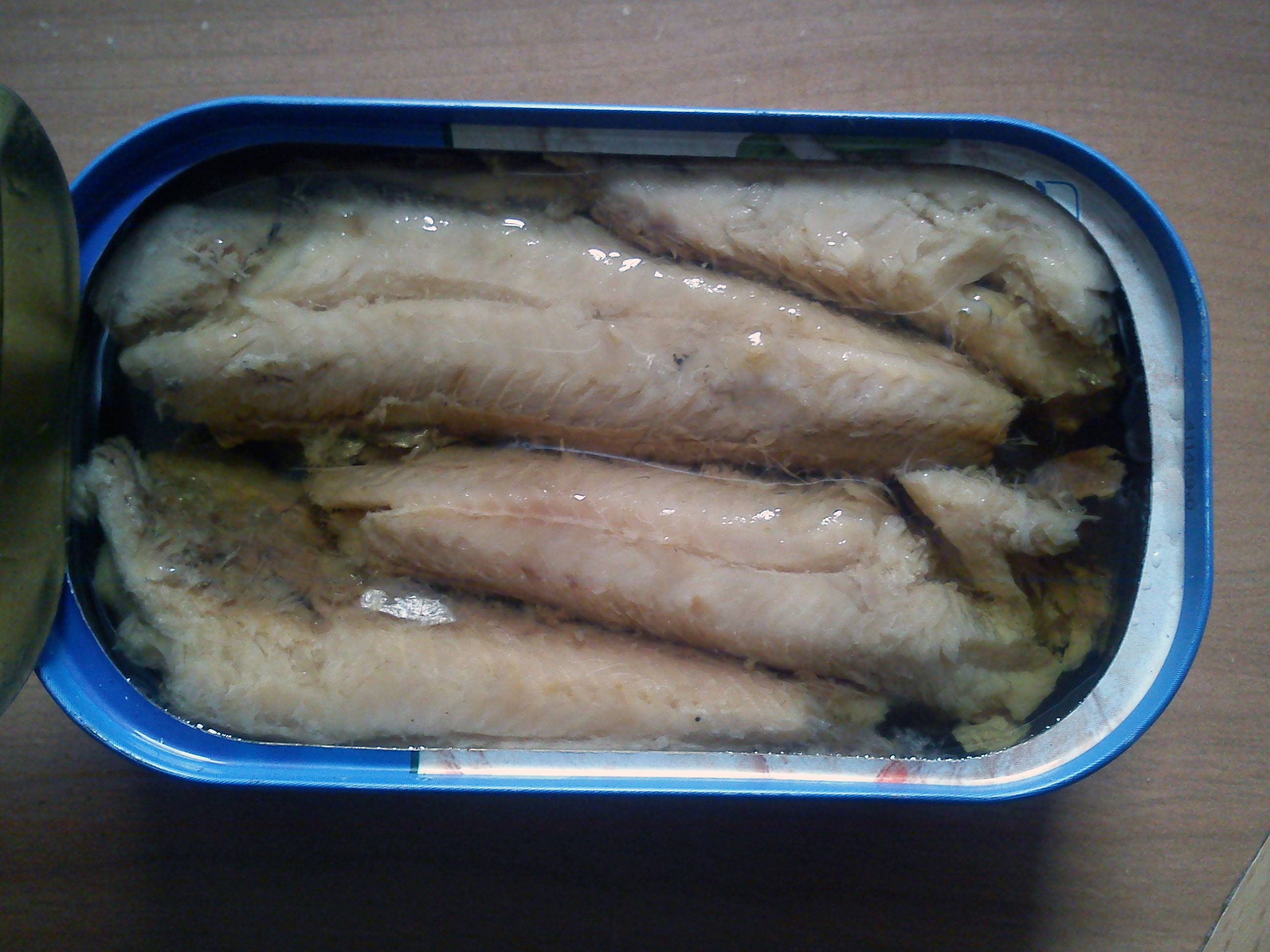
Ölsardinen ohne Haut und Gräten in der Dose